# Guttenberg (Bawaria)
Guttenberg – gmina w Niemczech, w kraju związkowym Bawaria, w rejencji Górna Frankonia, w regionie Oberfranken-Ost, w powiecie Kulmbach, wchodzi w skład wspólnoty administracyjnej Untersteinach. Leży w Lesie Frankońskim, przy drodze B289.
Gmina położona jest 9 km na północny wschód od Kulmbach i 30 km na południowy zachód od Hof.

## Dzielnice
W skład gminy wchodzą następujące dzielnice:
- Breitenreuth
- Buch
- Eeg
- Guttenberg
- Kaltenstauden
- Maierhof
- Messengrund
- Möhrenreuth
- Neuenwirtshaus
- Pfaffenreuth
- Streichenreuth
- Torkel
- Torschenknock
- Vogtendorf

## Demografia
| Rok  | Liczba mieszk. |
| ---- | -------------- |
| 1970 | 618            |
| 1987 | 502            |
| 2000 | 561            |
| 2006 | 557            |

## Polityka
Wójtem jest Eugen Hain. Rada gminy składa się z 9 członków:
|      | CSU/Bezpartyjna Grupa Wyborcza | SPD/Wolna Grupa Wyborcza | Razem    |
| 2002 | 7                              | 2                        | 9 miejsc |

## Osoby

### urodzone w Guttenbergu
- Christian Nützel(inne języki) (1881–1942) – nauczyciel, muzyk ludowy

### związane z gminą
- Karl Ludwig Freiherr von und zu Guttenberg(inne języki) (1902–1945) – działacz ruchu oporu podczas II wojny światowej
- Karl-Theodor zu Guttenberg (ur. 1971), polityk
- Karl Theodor Freiherr von und zu Guttenberg(inne języki) (1921–1972) – polityk